# 印度蜘蛛人
印度蜘蛛人（英語：Spider-Man India），本名帕維特·普拉哈卡，是漫威漫畫中的虛構漫畫角色，由傑文·康、蘇雷什·西塔拉曼和沙拉德·德瓦拉揚共同創作。印度蜘蛛人首次登場於《印度蜘蛛人》第1期（2005年1月）。

## 人物
在漫威多元宇宙中的50101號宇宙，帕維特·普拉哈卡（Pavitr Prabhakar）是一名居住在印度的一個偏遠村莊的少年，在父母去世後由梅雅嬸嬸（Aunt Maya）和班叔叔（Uncle Bhim）照顧。帕維特因為成績優異而獲得半數獎學金後與他們一起搬到孟買生活，但在新學校卻因為家庭背景而被同學霸凌，只有校內受歡迎的女生米拉·傑恩（Meera Jain）願意與他成為朋友。某天帕維特被惡霸追趕時遇到了一位古老的瑜伽士，他賦予了帕維特蜘蛛般的超能力以對抗一種足以威脅世界的邪惡力量，包括利用護身符執行某種古老儀式卻因此被惡魔附身的犯罪頭目納林·奧布羅伊（Nalin Oberoi）。

## 其他媒體

### 電影
- 蜘蛛宇宙系列：由卡蘭·索尼配音[1][2]。
  - 《蜘蛛人：穿越新宇宙》（2023年）
  - 《蜘蛛人：超越新宇宙》（2027年）

### 遊戲
- 《蜘蛛人：飛越無限（英语：Spider-Man Unlimited (video game)）》：印度蜘蛛人是玩家可使用角色之一。

## 外部連結
- 印度蜘蛛人 （页面存档备份，存于） 超級英雄數據庫
- 印度蜘蛛人 （页面存档备份，存于）  Marvel.com
- 印度蜘蛛人 （页面存档备份，存于） 漫威维基百科